# لجنة إعمار الخليل
لجنة إعمار الخليل هي مؤسسةٌ فلسطينية غير ربحيَّة، تأسّست في الثاني عشر من شهر آب عام 1996، بهدف الحفاظ على الخليل مدينة عربية إسلامية والمحافظة على تراثها الحضاري، ولإنقاذ البلدة القديمة من أطماع المستوطنين و إعمارها وترميم مبانيها، بهدف إعادة الحياة إليها لتظل تعبيرا صادقا عن الهوية العربية الفلسطينية، حيث تناقص عدد سكان البلدة القديمة من عشرة آلاف مواطن قبل عام 1967 إلى 400 مواطن في عام 1996.[بحاجة لمصدر]
تسعى لجنة إعمار الخليل إلى المحافظة على الموروث الثقافي في البلدة القديمة وإظهاره ونقله بحالة آمنة إلى الأجيال القادمة. وإعادة الحياة الطبيعية إلى البلدة القديمة، والحدّ من هجرة سكانها ونقل سكان جدد للإقامة فيها، والعمل على الحد من توسع وامتداد البؤر الاستيطانية. إضافة إلى إظهار الطابع العربي الإسلامي للبلدة القديمة ومنع تهويدها وتعزيز ارتباط سكان المدينة ببلدتهم القديمة.

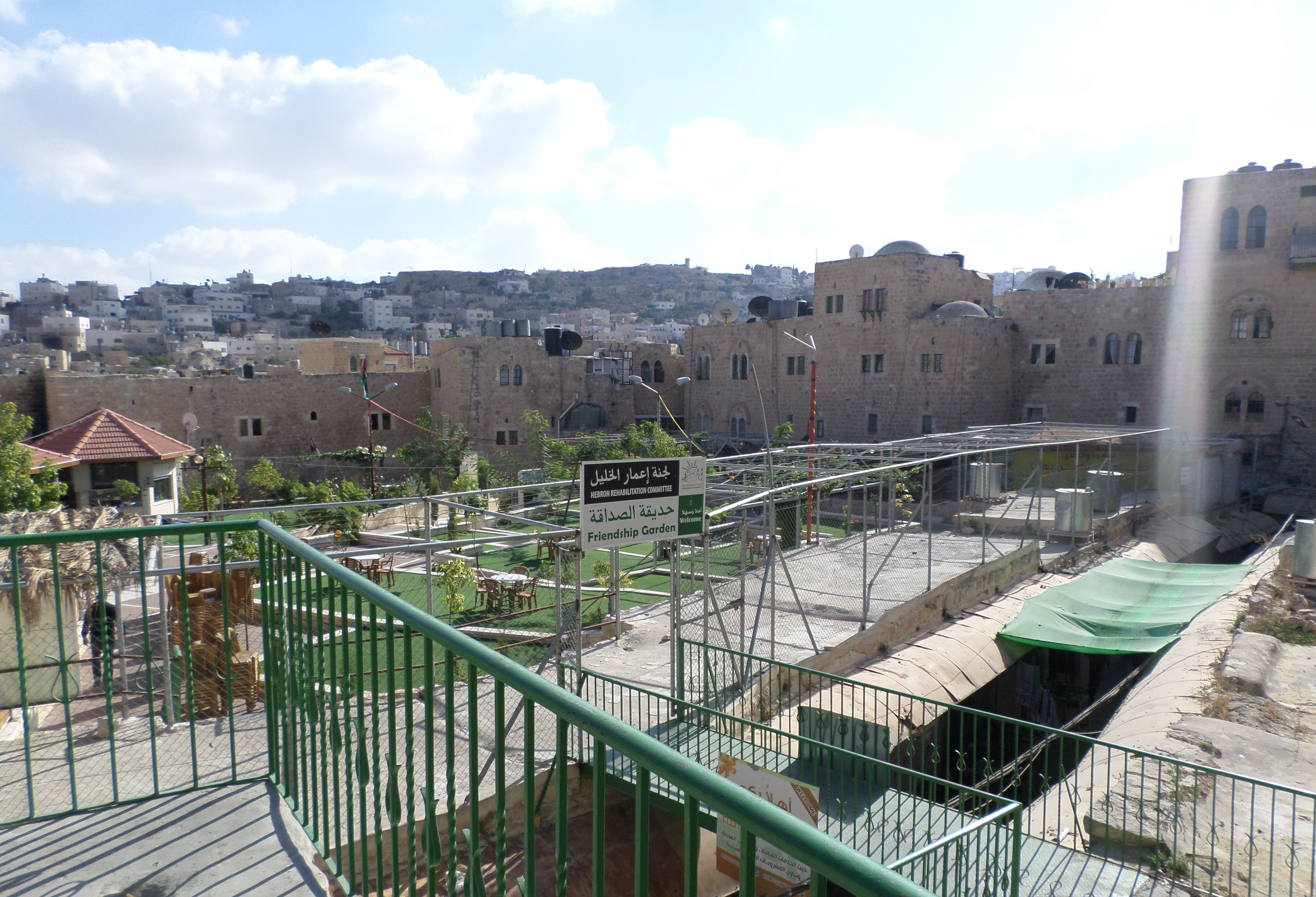
حديقة الصداقة من مشاريع لجنة إعمار الخليل في البلدة القديمة

كما وتسعى لجنة الإعمار لتطوير القطاع السياحي في البلدة القديمة عن طريق ايجاد مسارات سياحية داخل البلدة القديمة تتضمن العديد من المواقع والفعاليات، ومن ضمنها الحرم الإبراهيمي الشريف، ومتحف الخليل الأثري، والعديد من الزوايا والمقامات في البلدة القديمة.

## الأهداف
تهدف المبادرة إلى الحفاظ على التراث الثقافي وإحياء البلدة القديمة بالخليل من خلال ترميم مبانيها، وتأهيل البنية التحتية، وإعادة استخدام المباني المهجورة مع الحفاظ على العناصر المعمارية والوحدة التكوينية للنسيج العمراني. كما تسعى إلى تحسين الظروف المعيشية للسكان عبر ترميم المساكن وتوفير الخدمات التي تسهم في تطوير بيئة السكن والعمل، وتسعى أيضاً غلى تنشيط الحركة التجارية والاقتصادية، وزيادة النشاط السياحي المحلي والدولي، وتنفيذ مشاريع حيوية تسهم في خلق فرص عمل ومكافحة البطالة والفقر.

## الأنشطة
نفذت لجنة إعمال الخليل مئات مشاريع الترميم والتأهيل داخل البلدة القديمة في الخليل، من بينها:
- ترميم منازل قديمة مثل منزل السيد طلال المحتسب
- ترميم المحلات التجارية في البلدة القديمة
- ترميم وتأهيل مراكز الخدمة المجتمعية في البلدة القديمة
- إعادة تأهيل بعض الحارات
- تطوير البنية التحتية لشبكات المياه والكهرباء والصرف الصحي

## الوحدة القانونية
تختص هذه الوحدة في توثيق الاعتداءات والانتهاكات التي يتعرض لها سكان البلدة القديمة في الخليل من قبل المستوطنين وقوات الاحتلال. تقدم الوحدة خدمات قانونية وتمثيل قانوني للمواطنين أمام الجهات المحلية والدولية. تمول الوحدة القانونية من قبل الحكومة النرويجية بمنحة سنوية متجددة منذ عام 2004 ، وقد تم تطوير وتوسيع دائرة عمل الوحدة من خلال استحداث مجموعة من النشاطات الهامة مثل: البحث الميداني، لجنة التوعية، التوثيق.

### أهداف الوحدة القانونية:
- الحد من التوسع الاستيطاني في البلدة القديمة - الخليل.
- رفع مستوى الوعي للمواطنين الفلسطينيين بحقوقهم الإنسانية وسبل مواجهة اعتداءات الجيش الإسرائيلي والمستوطنين بحقهم.
- مواجهة الأوامر العسكرية الإسرائيلية بكافة أشكالها ، خاصة أوامر الاغلاقات، الاعتداء على الممتلكات التاريخية والدينية ، مصادرة الممتلكات الفلسطينية، وضع اليد ، منع الترميم والسكن وغيرها.
- توثيق انتهاكات سلطات الاحتلال الإسرائيلي والمستوطنين ضد المواطنين الفلسطينيين وممتلكاتهم وفضح ممارساتهم على المستوى المحلي والإقليمي والدولي.
- توفير الحماية للمواطنين الفلسطينيين وممتلكاتهم باستخدام الآليات القانونية المتاحة على المستوى المحلي والدولي.

## الجوائز
- جائزة ياسر عرفات، فازت لجنة إعمار الخليل بجائزة ياسر عرفات للإنجاز لعام 2008 ، تقديراً لإنجازاتها في البلدة القديمة، وتمنح لفرد واحد فقط أو مؤسسة قامت بعملاً إبداعياً مرموقاً كانت له تأثيرات إيجابية في تطوير المجتمع والارتقاء به.
- جائزة اغا خان، عام 1998م، تقديراً لإنجازاتها في البلدة القديمة، فهي من أرفع الجوائز الدولية وتعطى لأفضل مشاريع العمارة على مستوى العالم الإسلامي مرة كل ثلاث سنوات
- جائزة الإسكان العالمية، هي جائزة عالمية دورية تمنحها مؤسسة البناء والاسكان الاجتماعي ومقرها لندن  بهدف دعم التنمية المستدامة والابداع في مجال الاسكان من خلال البحث التعاوني والتبادل المعرفي ، ودعم السياسات والتطبيق في مجال الاسكان التي ترتكز على العنصر الانساني وتتحلى بالمسؤولية البيئية .[2]